# HD 173638
HD 173638，又名BD-10 4797，SAO 161817、HR 7055，是一颗恒星，视星等为5.71，位于銀經23.38，銀緯-3.56，其B1900.0坐标为赤經18h 41m 12.4s，赤緯-10° -3.56′ 52″。